# Socialdemocrazia
La socialdemocrazia è una filosofia politica, sociale ed economica che promuove riforme in senso socialista, nella direzione di una maggiore giustizia sociale in un sistema politico pienamente liberal democratico e con un'economia mista orientata al capitalismo.
Caratterizzata da un costante impegno a favore di politiche finalizzate a ridurre le disuguaglianze economiche e sociali, sostiene dunque un efficiente modello di Stato sociale comprendente misure per la redistribuzione dei redditi, il sostegno a servizi pubblici universalmente accessibili quali l'assistenza agli anziani e l'assistenza all'infanzia, un'istruzione di qualità, l'assistenza sanitaria e l'assicurazione dei lavoratori contro gli infortuni.
Emersa alla fine del diciannovesimo secolo, è generalmente associata al complesso delle fondamentali politiche di centro-sinistra e di sinistra dell'Europa settentrionale e occidentale durante la seconda metà del XX secolo e si distingue da ulteriori forme di socialismo, cercando di umanizzare il capitalismo e creare le condizioni affinché porti a maggiori risultati democratici, egualitari e solidaristici, rifiutando categoricamente le teorie rivoluzionarie proprie del comunismo e del massimalismo.

## Generalità
Secondo alcuni storici, il concetto di democrazia sociale sarebbe nato in Francia negli anni quaranta dell'Ottocento relativamente alle istanze di riforma politica e sociale sostenute da movimenti democratici, spesso di matrice borghese, e solo in un secondo momento il termine sarebbe stato fatto proprio dal movimento operaio. Albert Mathiez indica invece l'idea socialdemocratica come trasformazione pacifica delle idee rivoluzionarie del 1792: lo storico francese indica addirittura il leader giacobino Maximilien Robespierre (1758-1794) come il "padre della moderna socialdemocrazia", come esposta nella Costituzione francese del 1793, che riconosceva il diritto alla proprietà privata e prevedeva delle misure sociali in favore del popolo e della media e bassa borghesia e contro la nobiltà.
I socialdemocratici veri e propri, convinti che la transizione verso una società socialista potesse essere attuata attraverso un processo democratico e non mediante una svolta rivoluzionaria, si proponevano quindi di diffondere gli ideali del socialismo nel contesto di un sistema democratico, riconoscendo le loro radici politico-culturali soprattutto nel revisionismo bernsteiniano e nell'umanesimo socialista di impronta turatiana.
Col tempo, i socialdemocratici hanno elaborato tesi riguardanti il socialismo liberale, il laburismo e la terza via, distinguendosi dai "socialisti democratici" ortodossi, che hanno come obiettivo la fine pacifica del capitalismo attraverso le riforme.
Socialismo democratico e socialdemocrazia, a volte intesi in maniera analoga, presentano una caratterizzazione da parte di alcuni studiosi per cui tra i partiti socialdemocratici troveremmo coloro che originariamente hanno dato vita all'Internazionale Socialista in opposizione al Comintern, mentre tra i partiti socialisti democratici sarebbero collocati diversi partiti ex-comunisti.
Nel significato attuale, dunque, "la socialdemocrazia si riconosce e si identifica nelle politiche dello Stato sociale", prediligendo la democrazia parlamentare, il mercato capitalistico", nonché un "intervento regolatore dello Stato e la redistribuzione del reddito in senso egualitario". La socialdemocrazia divenne in questo senso, come il socialismo liberale, una corrente politica aperta alla rappresentanza anche dei ceti medi e si allontanò definitivamente dalla radice rivoluzionaria e operaia del marxismo.
A livello europeo i partiti socialdemocratici, socialisti democratici e laburisti si sono organizzati nel Partito del Socialismo Europeo, diversamente da alcuni partiti che si definiscono socialisti democratici e socialdemocratici che hanno aderito, unitamente a partiti di ispirazione comunista e post-comunista , al Partito della Sinistra Europea.

## Storia

### Le origini

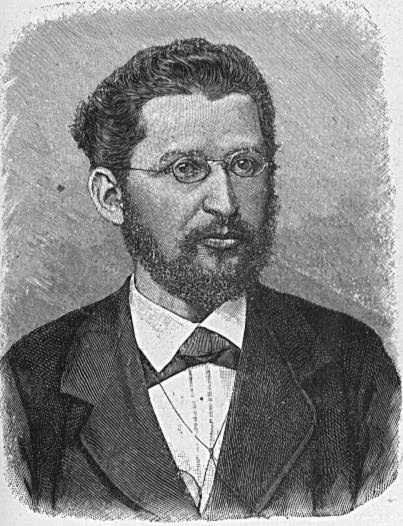
Il socialdemocratico tedesco Eduard Bernstein

Molti partiti, nella seconda metà del XIX secolo, si autodefinirono "socialdemocratici", come l'inglese Social Democratic Federation, e il Partito Operaio Socialdemocratico Russo ma all'epoca tutti questi partiti prevalentemente marxisti prevedevano la necessità di una rivoluzione per giungere al socialismo.
La situazione variò nel corso degli anni e la pubblicazione nel 1899 da parte di Eduard Bernstein de I presupposti del socialismo e i compiti della socialdemocrazia diede inizio a una profonda revisione del pensiero marxista e l'abbandono della necessità della prospettiva rivoluzionaria. Il rifiuto della prospettiva rivoluzionaria, già prima della fine della grande guerra, caratterizzò, probabilmente per primo, il Partito Socialdemocratico di Germania, pur in presenza di distinguo tra il revisionismo di Eduard Bernstein ed il marxismo ortodosso di Karl Kautsky. Nonostante le divergenze, i socialisti riformisti e quelli rivoluzionari rimasero uniti fino allo scoppio della prima guerra mondiale. Il conflitto però, acuì le tensioni interne fino alla rottura definitiva.
I socialisti riformisti scelsero di appoggiare i rispettivi governi nazionali in occasione dell'entrata in guerra, cosa che per i socialisti rivoluzionari significò un vero e proprio tradimento ai danni del proletariato (visto che si tradiva il principio secondo cui i proletari di tutti i paesi dovevano essere uniti nella loro lotta al capitalismo, non prendendo parte ai conflitti fra i governi "capitalisti"). Si ebbero quindi violenti scontri fra i due schieramenti, questa nuova posizione e la successiva Rivoluzione russa del 1917 portarono a una frattura all'interno del movimento socialista, con i socialdemocratici che abbandonarono i metodi rivoluzionari e i socialisti rivoluzionari marxisti che presero il nome di comunisti.

### Il secondo dopoguerra
La maggioranza dei partiti socialdemocratici fra la fine della seconda guerra mondiale e gli anni ottanta del XX secolo però finì con l'abbandonare definitivamente ogni proposta di superamento del capitalismo, rappresentando in tal modo l'ala moderata del movimento socialista, sostenitrice di riforme sociali all'interno delle istituzioni liberal democratiche. Tappa fondamentale di questo processo è il congresso di Bad Godesberg del 1959, in cui il Partito Socialdemocratico di Germania eliminò qualunque riferimento al marxismo nel suo programma.
I partiti socialdemocratici dei paesi del Nord Europa (come Norvegia, Finlandia, Danimarca, Svezia, Islanda), in realtà, avevano già ideato negli anni trenta un sistema, definito modello nordico, in cui vengono infatti fortemente promossi l'uguaglianza di status ed un ampio welfare state.

### Dopo il crollo del Muro di Berlino
A partire dalla fine degli anni ottanta, i partiti socialdemocratici europei intrapresero la cosiddetta "terza via", una politica moderata volta a corrispondere ancor meglio alle esigenze del ceto medio, traguardando sia la stabilità economica che il pieno consenso elettorale.
Tali partiti socialdemocratici, impegnati a sottolineare con vigore il concetto di "uguaglianza di opportunità" quale misura dell'uguaglianza sociale, hanno gradualmente aggiornato i tradizionali obiettivi del socialismo delle origini, spostando la propria attenzione verso la tutela dei diritti umani e le richieste di sviluppo, tagliando (ove possibile) la tassazione e procedendo a una moderata deregolamentazione in campo industriale per favorire gli investimenti, abbandonando il concetto di nazionalizzazione (precedentemente pilastro della vecchia socialdemocrazia) ed ha invece avviato processi di privatizzazione (totale o parziale) di aziende e servizi di proprietà dello Stato.
Simili mutamenti sono avvenuti in governi come quelli di Bob Hawke e Paul Keating (Australia), in quello di Tony Blair (Regno Unito), in quello di Gerhard Schröder (Germania) e nella Rogernomics di Roger Douglas (Nuova Zelanda). In questo senso tale forma di socialdemocrazia sembra essersi contaminata con il socialismo liberale.
Una socialdemocrazia di questo tipo, "socialdemocrazia liberale" secondo la definizione di Blair, è sostenitrice di significative riforme sociali all'interno delle istituzioni liberal democratiche. Questi sviluppi avevano portato alcuni commentatori a teorizzare la nascita di un vasto schieramento progressista internazionale che integrasse il socialismo liberale) e il cristianesimo sociale, sul modello del Partito Democratico statunitense e de L'Ulivo.
I moderni socialdemocratici sono sostenitori di un'economia mista che bilanci il capitalismo con provvedimenti statali in favore di certi servizi d'interesse pubblico.
Diverse scelte politiche approvate da socialdemocratici nel passato permangono ancora oggi nei vari paesi dove sono state applicate, essendo state ormai adottate dai principali partiti politici; tra questi provvedimenti si collocano, ad esempio, il principio di progressività nella tassazione sul reddito, la sanità e l'istruzione pubbliche.

## Definizione
La socialdemocrazia sostiene la necessità di un programma di graduali riforme legislative del sistema capitalistico, al fine di rendere quest'ultimo maggiormente equo.
Si definiscono socialdemocratici partiti che si rifanno all'esperienza dei partiti socialisti nati alla fine del XIX secolo. Nella prassi contemporanea, pertanto, i partiti socialdemocratici sono formazioni progressiste, in genere aperte alle libertà personali e alla tutela non solo della classe lavoratrice ma anche del lavoro autonomo, e quindi aperto alle classi medie. I partiti socialdemocratici sono particolarmente forti nell'Europa settentrionale (Svezia, Norvegia e Danimarca) e in Germania.
L'Internazionale Socialista definì la socialdemocrazia come la forma ideale di democrazia rappresentativa, che avrebbe potuto risolvere i problemi tipici della democrazia liberale. Tale forma ideale si sarebbe raggiunta seguendo i principi del cosiddetto welfare state (traducibile in italiano con "stato del benessere"). Il primo di questi principi guida è la libertà, che non include solo le libertà individuali, ma anche la libertà dalla discriminazione e quella dalla dipendenza dai proprietari dei mezzi di produzione o dai detentori illegittimi del potere politico, così come la libertà di poter determinare il proprio destino. Si aggiungono poi l'equità e la giustizia sociale, intese non solo come eguaglianza di fronte alla legge ma anche come equità socioeconomica e culturale, concedendo perciò a tutti gli esseri umani in quanto tali le medesime opportunità, a prescindere dalle loro differenze. Infine, vi è una sorta di solidarietà che porta all'unità e a un senso di compassione (da intendersi, però, con accezione positiva) nei confronti delle vittime delle ingiustizie e delle disuguaglianze.

### Obiettivi politici
- Adeguato sistema di regolamentazione del settore privato con elevata tassazione fiscale progressiva, onde pervenire ad una robusta ed efficiente spesa pubblica nell'interesse delle classi meno abbienti e dei consumatori, chiaramente ispirato ai fondamenti dell'economia keynesiana.
- Esteso sistema di sicurezza sociale finalizzato a limitare le conseguenze della povertà e a proteggere i cittadini dalla perdita di potere di acquisto a causa della disoccupazione o delle malattie (vedi welfare state).
- Leggi per la tutela dell'ambiente.
- Posizioni progressiste in materia di aborto, eutanasia, divorzio, unioni civili, matrimonio egualitario, adozione da parte di coppie dello stesso sesso, nonché attenzione per i provvedimenti anti omofobia, legalizzazione di cannabis sia a uso terapeutico che ricreativo, prostituzione, immigrazione, suicidio assistito, testamento biologico.
- Miglioramento del sistema capitalista e della globalizzazione tramite riforme mirate.
- Coerente politica estera a sostegno delle istituzioni europeiste e internazionali (come l'ONU).
- Equità fra sistema statale e privato, con una predilezione per le statalizzazioni.
- Laicismo.
- Secolarismo.
- Diritti umani.[24]

### Socialdemocratici e socialisti democratici
L'evoluzione storica, almeno a partire dalla fine del XIX secolo, ha comportato che anche le componenti decisamente di sinistra del socialismo occidentale abbiano definitivamente acquisito l'idea di non poter prescindere dal contesto democratico: costoro si sono inseriti nel filone culturale e politico proprio del socialismo democratico, rappresentandone appunto la "sinistra" interna. Tale tendenza, secondo alcuni, coesisterebbe e si contrapporrebbe all'altra ala presente nell'Internazionale Socialista e, in Europa, nel Partito del Socialismo Europeo, costituita da coloro che si definiscono "socialdemocratici". In realtà, nella famiglia del socialismo internazionale, le definizioni di "socialdemocratico" e di "socialista democratico" sono usate in modo intercambiabile, come avveniva in Italia per indicare il filone riformista di Giuseppe Saragat.
Vi sono taluni soggetti politici neo-comunisti (per es. il Partito del Socialismo Democratico tedesco) che - pur avendo abbandonato pienamente la visione rivoluzionaria - sostengono di poter superare, almeno in parte, il capitalismo attraverso riforme mirate alla instaurazione non di uno "Stato socialista", bensì di un sistema democratico parzialmente basato sulla democrazia diretta e radicato (tesi riprese dall'eurocomunismo) a livello locale e a livello nazionale attraverso associazioni popolari e dei lavoratori. 
Tale formazione, seguita da altri movimenti "neo-comunisti", in Europa si è incontrata con alcuni partiti di "sinistra" in un unico soggetto politico di sinistra: il Partito della Sinistra Europea, formando con gli "eco-socialisti" l'euro-gruppo della Sinistra Unitaria Europea/Sinistra Verde Nordica: sebbene l'area risultante si riferisca talvolta al "socialismo democratico", essa è formata tuttavia da realtà minoritarie; dopo le elezioni europee del 2019 il suddetto euro-gruppo è risultato esiguo, in quanto la maggior parte dei socialisti democratici europei storici continua a ritrovarsi nel Partito del Socialismo Europeo.

### La socialdemocrazia scandinava
Se la socialdemocrazia è nata in Germania, essa si è radicata nei Paesi scandinavi, Svezia, Norvegia e Danimarca.
In Svezia la socialdemocrazia ha giocato un ruolo politico dominante sin dal 1917, dopo che i riformisti confermarono la loro forza e i rivoluzionari e i massimalisti lasciarono il partito. L'influenza socialdemocratica sulla società e il governo è sovente descritta come egemonica: paragonabile a quella esercitata in Italia fino ai primi anni novanta dalla Democrazia Cristiana.
Dopo il 1932 i gabinetti sono stati guidati e dominati dai socialdemocratici con l'eccezione di pochi mesi nel 1936; sei anni dal 1976 al 1982; e tre anni dal 1991 al 1994. Dalle elezioni del 2006 i socialdemocratici sono usciti sconfitti di misura.
Tra gli anni novanta e il 2000 la Svezia ha prodotto un'economia forte, composta da robuste imprese che vanno dalle piccole società fino ad importanti multinazionali, come per esempio Saab, IKEA e Ericsson. Essa ha inoltre tendenzialmente mantenuto una delle aspettative di vita più alte del mondo, una bassa disoccupazione, inflazione, mortalità infantile, debito pubblico e il costo della vita, tutto all'interno di un generale andamento di crescita economica importante.
La Svezia inoltre, sperimenta dipendenza assistenziale di circa il 20% della popolazione in età da lavoro secondo la confederazione di sindacato svedese. Tuttavia, in Svezia si è registrato un lieve aumento della criminalità. I medesimi risultati si sono verificati anche in Norvegia, altro esempio di Paese a lunga guida socialdemocratica.
L'assetto della socialdemocrazia svedese è cambiato a partire dalla crisi petrolifera che colpì, negli anni settanta, tutta l'economia mondiale, portando il governo svedese a mettere in discussione gli stessi obiettivi dello Stato sociale; questo periodo fu caratterizzato da una elevata inflazione, che terminò con la crescita economica - spinta da condizioni internazionali favorevoli - di metà anni ottanta. A partire dalla fine del decennio, la produzione industriale è andata però diminuendo, e il tasso di disoccupazione ha raggiunto valori allarmanti, portando il governo ad intervenire a sostegno del settore privato.
Nel corso degli anni novanta il governo svedese ha cercato di rimediare alle crescenti difficoltà con un programma di privatizzazione delle aziende statali, con riforme in campo previdenziale e pensionistico, e con la concessione di una più ampia autonomia alla banca centrale al fine di contenere l'inflazione. Per promuovere l'ingresso della Svezia nell'Unione europea, vi sono state ulteriori liberalizzazioni: il mercato del credito è stato deregolamentato, sono stati rimossi i controlli sul mercato dei cambi, il sistema fiscale è stato riformato, ed è stato favorito l'ingresso degli investimenti esteri. Il ruolo dello Stato rimane comunque tuttora rilevante, sia nel campo della previdenza sociale che in quello degli incentivi al settore privato.

### Critiche alla socialdemocrazia
Le forze di destra sostengono che i sistemi socialdemocratici siano restrittivi nei confronti dei diritti individuali e che la scelta del singolo sia impoverita in un sistema in cui lo Stato offre (fino ad arrivare a una sorta di monopolio) scuole, assistenza sanitaria e altri servizi.
La destra di stampo liberale e le forze generalmente moderate sono scettiche circa le interferenze con i meccanismi del libero mercato che a loro giudizio danneggiano l'economia, portando a una crescita eccessiva del debito pubblico, scoraggiando gli investimenti degli imprenditori, esponendo inoltre il ceto medio e gli strati sociali svantaggiati a rischi quali la perdita del potere d'acquisto, dovuta principalmente alla tassazione necessaria a mantenere lo stato assistenziale, a fenomeni inflazionistici e alla disoccupazione sul lungo periodo.
Sul versante opposto, alcune forze di sinistra muovono delle critiche alla socialdemocrazia. I comunisti e i marxisti  accusano i socialdemocratici di essere talmente legati al sistema capitalistico da divenire indistinguibili dai moderni liberali. La circostanza che numerosi socialdemocratici abbiano rinunciato alla denominazione di "socialisti" e alla realizzazione di uno Stato socialista quale ultima tappa del loro impegno politico, con la decisione di operare all'interno del sistema capitalistico piuttosto che di provare a superarlo, ha suscitato diffidenze notevoli. 
La socialdemocrazia scandinava entra a pieno regime nella definizione di economia mista, una "terza via" al di là del puro capitalismo o del socialismo reale: l'obiettivo è non rinunciare ai presunti vantaggi offerti dal sistema capitalistico, operando allo stesso tempo affinché siano mantenute politiche di sostegno sociale ai ceti medio-bassi.

## Partiti politici socialdemocratici
I partiti politici socialdemocratici sono presenti in numerosi Paesi democratici. Nel corso del XX secolo, partiti come il Partito Laburista nel Regno Unito, il Partito Socialdemocratico Tedesco e altri in Europa, Canada (Nuovo Partito Democratico), Australia (Partito Laburista Australiano) e Nuova Zelanda (Partito Laburista) hanno implementato o proposto programmi politici riguardanti la legislazione del lavoro e un crescente welfare state.
Sul finire del XX secolo, alcuni di questi partiti hanno finito col prendere le distanze dalla tradizionale proposta economica socialdemocratica e adottare il socialismo liberale o politiche della cosiddetta terza via. Attualmente, i socialdemocratici non ritengono che vi sia un conflitto fra l'economia di libero mercato e la loro definizione di società socialdemocratica.
La maggior parte dei partiti socialdemocratici è membro dell'Internazionale Socialista, succeduta alla Seconda Internazionale e in contrapposizione al Comintern. In Europa il Partito del Socialismo Europeo (PSE) raccoglie i partiti socialdemocratici di tutti i Paesi.
Alcuni tratti correlati alla socialdemocrazia si ritrovano anche nel Partito Democratico Europeo (PDE), il quale si propone di conciliare la tradizione cristiano-sociale con quella del socialismo liberale. Esempi di partiti socialdemocratici classici nel mondo oggi sono il Congresso Nazionale Africano, Fatah, il Partito Socialista dell'Uruguay e Meretz.
Per quanto riguarda l'Italia, ne sono membri il Partito Socialista Italiano ed il Partito Democratico. Vi sono altri partiti con sfumature socialdemocratiche: Sinistra Italiana, Possibile e il ricostituito Partito Socialista Democratico Italiano.
Dalla sua nascita nel 2007, il Partito Democratico è membro del Partito Socialista Europeo del gruppo dell'Alleanza Progressista dei Socialisti e dei Democratici, nato a seguito delle elezioni europee 2009 con l'intento di riunire tutti i partiti progressisti europei, compresi quelli di estrazione non europea.